# Büttel (Loxstedt)

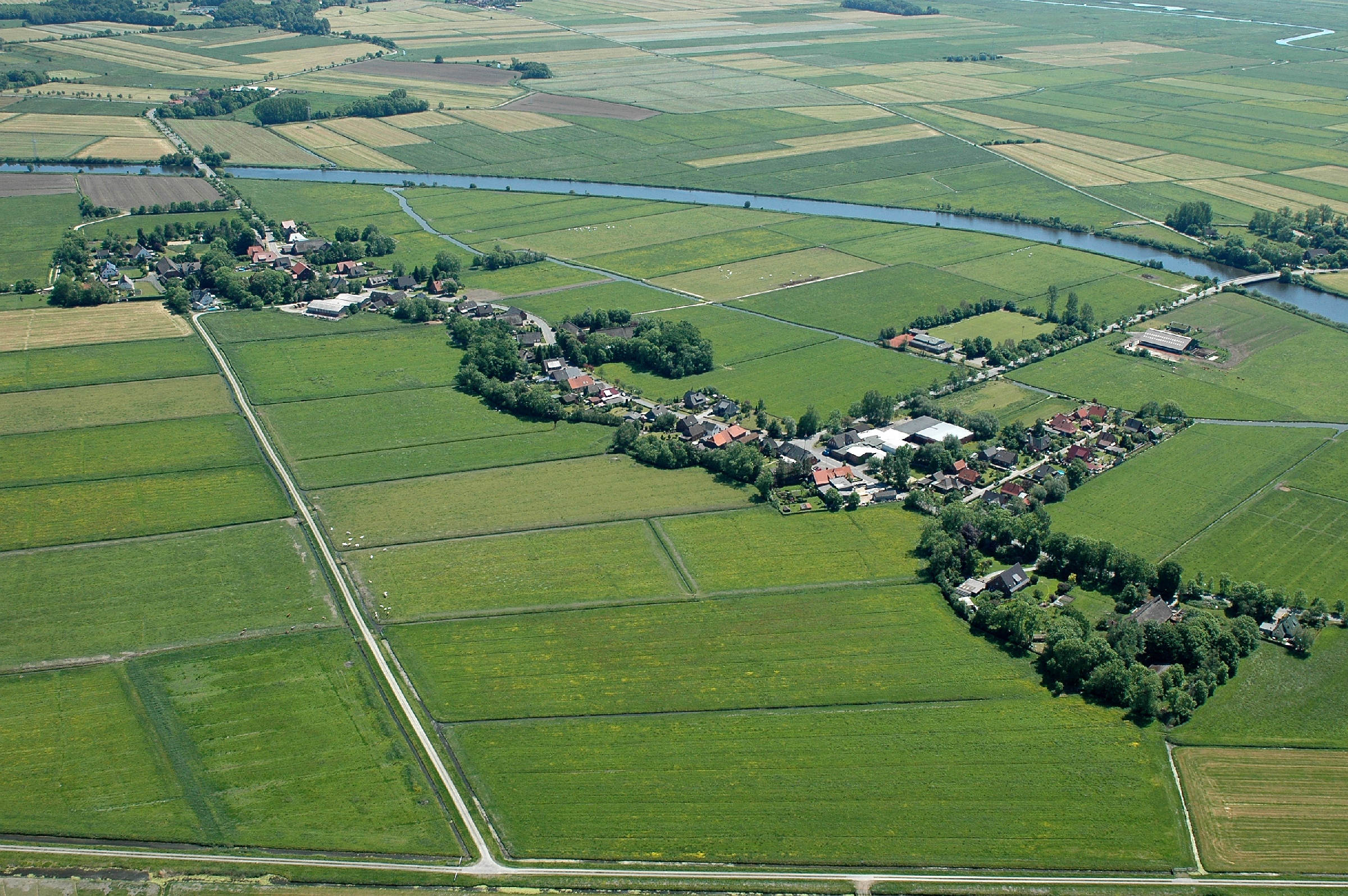
Luftbild von Büttel (2012)

Büttel ist eine Ortschaft in der Einheitsgemeinde Loxstedt im niedersächsischen Landkreis Cuxhaven.

## Geografie

### Ortsgliederung
- Büttel (Hauptort)
- Buttel
- Indiek
- Schwingenburg
- Schwingenfeld

### Nachbarorte
| Maihausen  |                                             | Holte    |
|            | Kompassrose, die auf Nachbargemeinden zeigt |          |
| Neuenlande |                                             | Schwegen |

(Quelle:)

## Geschichte

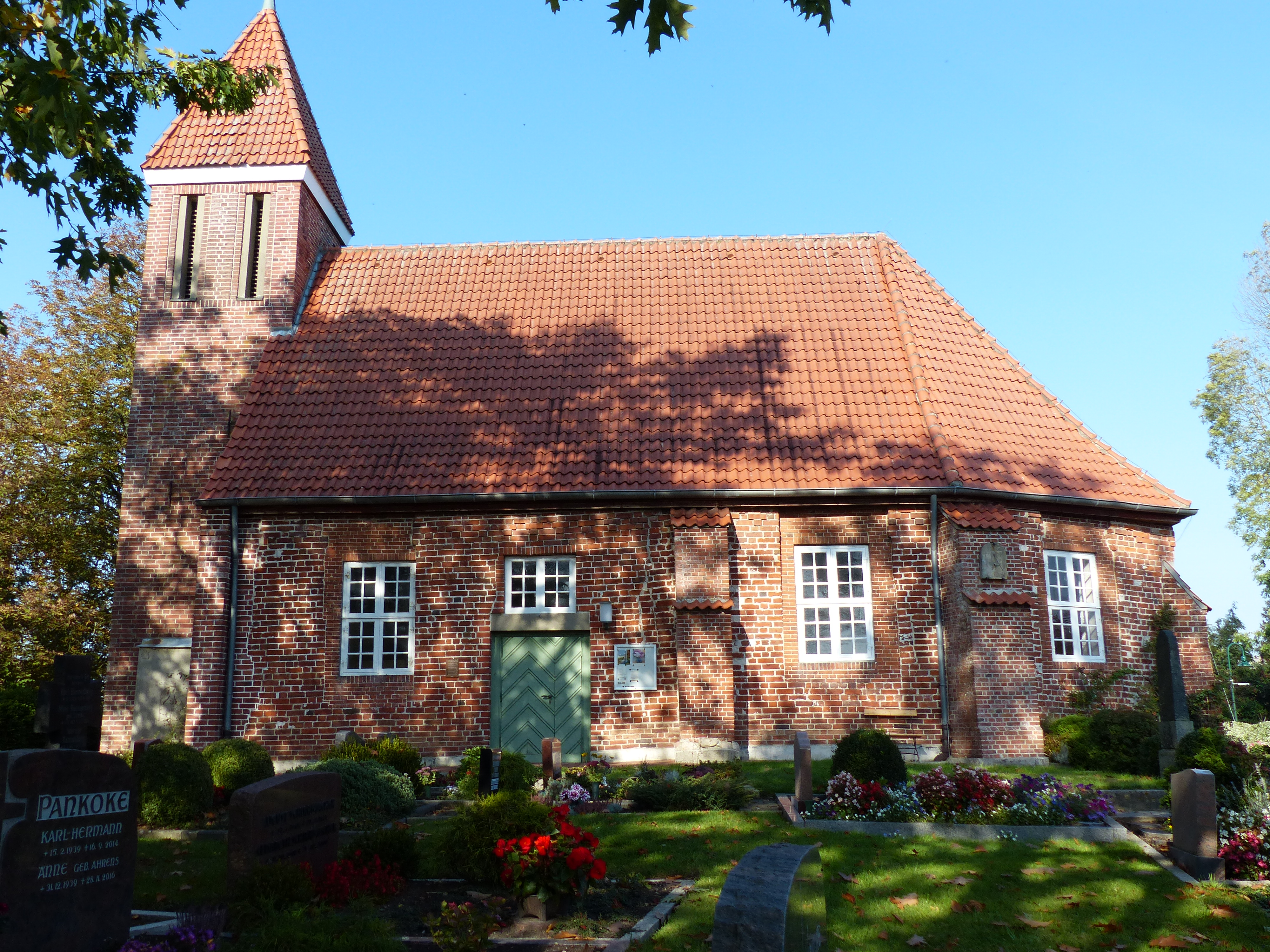
St. Marien

Siedlungshistorisch gehört Büttel zu den Büttel-Ortschaften.
Der nördlich der Lune gelegene Ort wurde das erste Mal in einer Urkunde des Bremer Erzbischofs Friedrich im Jahr 1105 erwähnt. Eine Besonderheit ist, dass jahrhundertelang eine Grenze durch das Dorf verlief und die Gemarkungsgrenze es auch heute noch tut. Büttel war ein Kirchdorf in der Osterstader Marsch im Bistum Bremen. Um 1768 sowie von 1852 bis 1885 lässt sich eine Zugehörigkeit zum Amt Hagen nachweisen. Während der Franzosenzeit war Büttel jedoch für drei Jahre ein Teil der Kommune Dedesdorf. Von 1885 bis 1932 gehörte das Dorf zum Kreis Geestemünde und anschließend zum Landkreis Wesermünde. Buttel dagegen gehörte ebenso wie Schwingenburg, Schwingenfeld oder Indiek zum oldenburgischen Landwürden und war im Kirchspiel Dedesdorf eingepfarrt.
1987 wurde das neue Siel- und Schöpfwerk der Lune zur Weser eröffnet. Es löste das Lunesiel im Süden von Bremerhaven ab. „Überschwemmungen riesigen Ausmaßes sind gestern in der Samtgemeinde Beverstedt und Teilen der Gemeinde Loxstedt verhindert worden“, schrieb die Nordsee-Zeitung am 7. August 1987, nachdem die vier Pumpen am Mündungsschöpfwerk der Lune in Büttel erstmals eine Million Kubikmeter Lunewasser in die Weser gepumpt hatten.

### Eingemeindungen
Im Zuge der Gebietsreform in Niedersachsen, die am 1. März 1974 stattfand, wurde die zuvor selbständige Gemeinde Büttel in die Gemeinde Loxstedt eingegliedert.

### Einwohnerentwicklung
| Jahr | Einwohner | Quelle |
| ---- | --------- | ------ |
| 1910 | 85        | [ 8 ]  |
| 1925 | 92        | [ 9 ]  |
| 1933 | 74        | [ 9 ]  |
| 1939 | 78        | [ 9 ]  |
| 1950 | 1460      | [ 10 ] |
| 1956 | 1030      | [ 10 ] |

| Jahr | Einwohner | Quelle |
| ---- | --------- | ------ |
| 1961 | 081       | [ 11 ] |
| 1970 | 079       | [ 11 ] |
| 1973 | 068       | [ 1 ]  |
| 2010 | 276       | [ 12 ] |
| 2015 | 258       | [ 13 ] |
| 2020 | 248       | [ 14 ] |

|  |

## Politik

### Gemeinderat und Bürgermeister
Auf kommunaler Ebene wird die Ortschaft Büttel vom Loxstedter Gemeinderat vertreten.

### Ortsvorsteher
Der Ortsvorsteher von Büttel ist Lars Behrje (fraktionslos). Die Amtszeit läuft von 2021 bis 2026.

### Wappen
Der Entwurf des Kommunalwappens von Büttel stammt von dem Heraldiker und Wappenmaler Gustav Völker, der zahlreiche Wappen im Landkreis Cuxhaven erschaffen hat.
| Wappen von Büttel | Blasonierung: „In Rot über einem goldenen Dreiberg im Schildfuß drei (1 : 2) silberne fliegende Tauben, die Obere herabstoßend, die Rechte schräglinks und die Linke schrägrechts fliegend.“ |
| Wappen von Büttel | Wappenbegründung: Der Dreiberg weist auf die Lage des Dorfes auf einer Wurt hin. Die Tauben erinnern an die Sage von Hake Betken aus Büttel. Er wurde von Raubmördern überfallen und rief sterbend einem Taubenschwarm zu, ihn zu rächen. Dies geschah, weil sich der eine Mörder beim Anblick eines Taubenschwarms selbst verriet. |

## Kultur und Sehenswürdigkeiten
Bauwerke
- St.-Marien-Kirche, Saalkirche von wahrscheinlich vor 1506; 1717 bei Sturmflut schwer beschädigt, wiederaufgebaut, 1971 Neubau des Westturms
- Hofanlage Weserstraße 29 von 1807, 1840 und 1879
- Speicher Hake-Betcken-Straße 4 von um 1700 auf älteren Speicher von 1595

## Wirtschaft und Infrastruktur
Der Sportplatz und die Mehrzweckhalle zählen zu den öffentlichen Einrichtungen des Ortes. Eine weitere touristische Anlaufstelle ist das 2006 eröffnete Melkhus in Indiek. Besonderheiten sind das „Lied über Büttel“.
Der Ort ist über ein Anruf-Sammel-Taxi (AST) an den öffentlichen Personennahverkehr angebunden.

## Persönlichkeiten
Söhne und Töchter des Ortes
- Alrich Witken (1693–1761), Amtmann in der Grafschaft Oldenburg sowie Autor historischer Schriften

## Sagen und Legenden
- Von der Schwingenburg
- Hake Betken siene Duven
- Wie Landwürden zu Oldenburg kam

(Quelle:)